# 徳川河岸駅
徳川河岸駅（とくがわがしえき）は、かつて群馬県太田市徳川町（設置時：新田郡世良田村徳川、廃止時：新田郡尾島町徳川）にあった東武鉄道徳川河岸線の貨物駅（廃駅）である。
ここでは、（貨）平塚河岸駅も含めて記述する。

## 歴史
徳川河岸線は、利根川で採取した砂利を運搬するために、伊勢崎線木崎駅と徳川河岸駅の2駅間を結ぶ路線であった。1925年（大正14年）に開業。1965年（昭和40年）には電化もされたが、1968年（昭和43年）に廃止。利根川の河床低下や法規制強化により、砂利採取が不能となったことによる。
なお、徳川河岸駅の先には平塚河岸駅があり、両駅間は「平塚側線」とも呼ばれた。

### 年表
- 1925年（大正14年）11月27日 - 開業[1][2][3][4]。
- 1965年（昭和40年）9月18日 - 電化[1]。
- 1968年（昭和43年）6月11日 - 廃止[1][5]。

## 駅構造
当駅の詳しい構造は不明である。

## 廃止後の現状

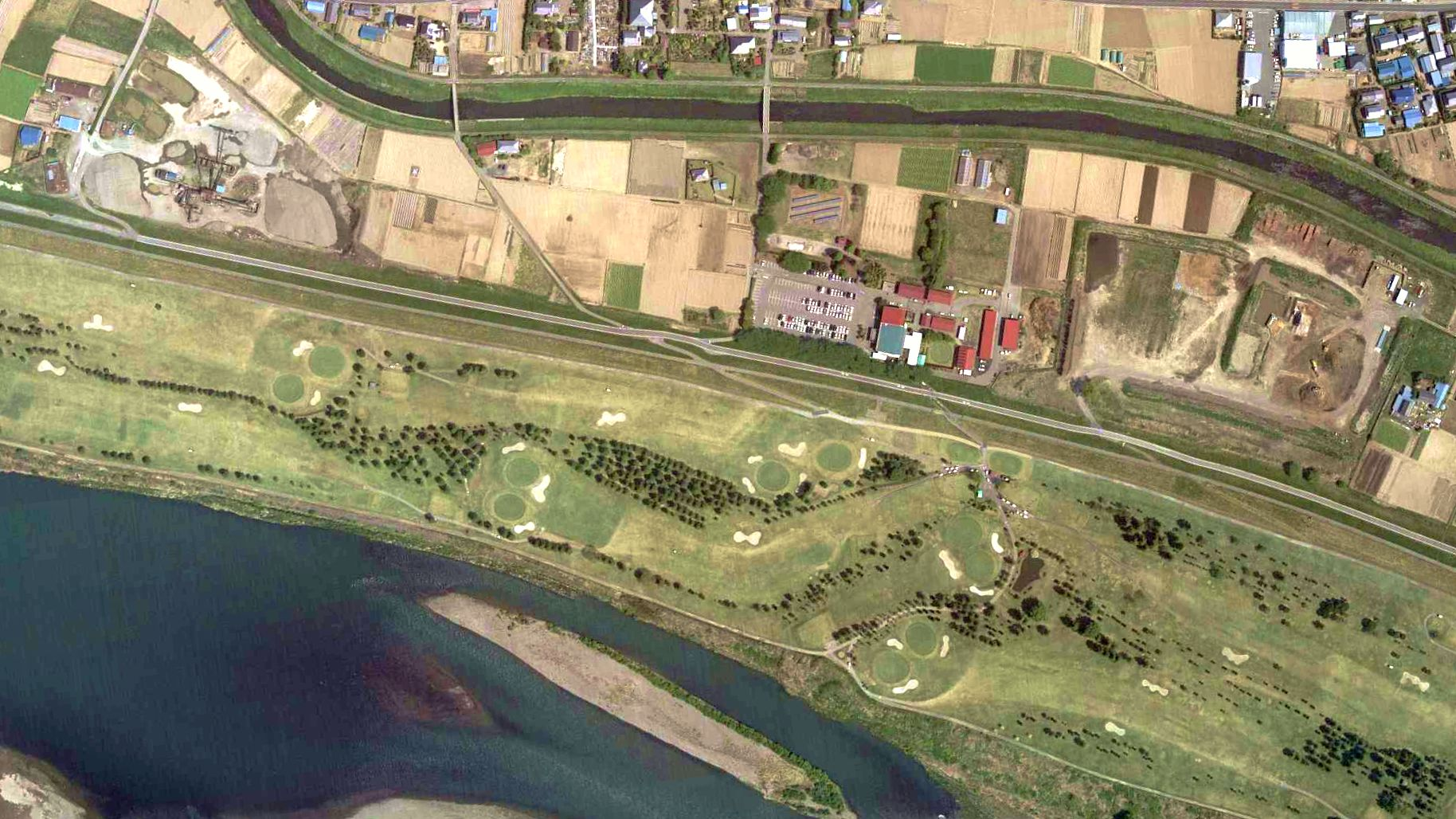
徳川河岸駅跡
（2009年）

### 駅周辺
当駅周辺は利根川と早川に挟まれた田園地帯である。

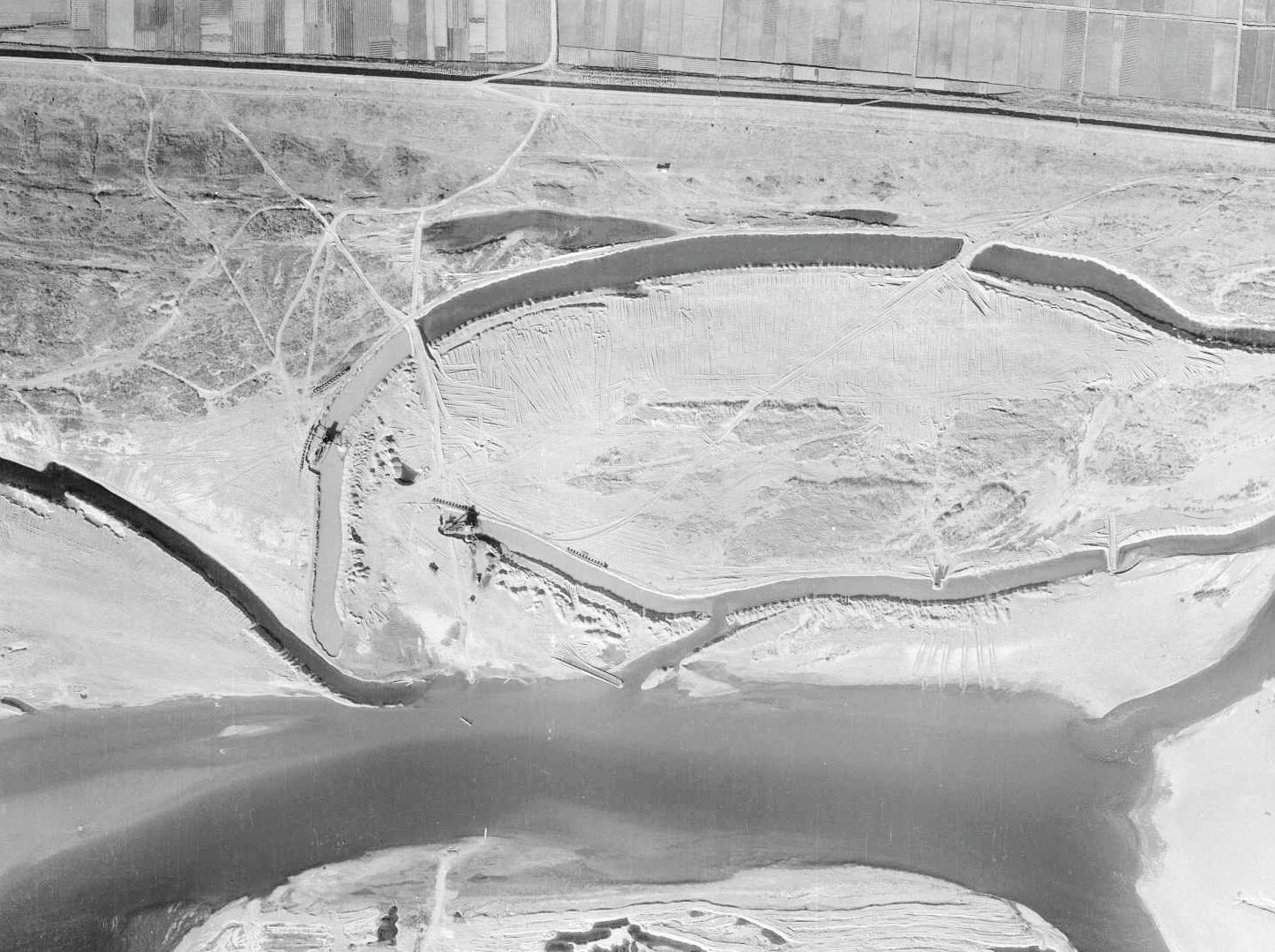
1960年当時の島村渡船。乗り場周辺の採石場からは徳川河岸駅方面への専用線が伸びている。。

- 國分徳川砕石場
- 徳川橋
- 群馬県道298号平塚亀岡線
- 永徳寺
- 上武ゴルフ場
- 平塚水質浄化センター
- 群馬県道・埼玉県道14号伊勢崎深谷線
- 上武大橋

- 1960年当時の島村渡船。乗り場周辺の採石場からは徳川河岸駅方面への専用線が伸びている。国土交通省 国土地理院 地図・空中写真閲覧サービスの空中写真を基に作成。

## 平塚河岸駅
平塚河岸駅（ひらつかがしえき）は、かつて存在した東武鉄道徳川河岸線の貨物駅（廃駅）である。当駅の詳しい所在地や構造は不明である。
徳川河岸駅の先にあり、両駅間は「平塚側線」とも呼ばれた。開業および廃止は徳川河岸駅と同日である。
駅名となった「平塚（ひらづか）河岸」は、群馬県伊勢崎市境平塚にあった河岸である。江戸時代、利根川水運（河川舟運）の拠点として栄え、元禄までは足尾銅山で産出した銅の積み出しも担っていた。明治以降、鉄道路線の整備により衰退したが、当時栄えた河岸問屋の土蔵などが現在も残されている。

## 隣の駅
東武鉄道
徳川河岸線
木崎駅 - （貨）徳川河岸駅 - （貨）平塚河岸駅